# Bahuaja–Sonene nationalpark
Bahuaja-Sonene nationalpark (spanska: Parque Nacional Bahuaja-Sonene) är en nationalpark i sydöstra Peru i regionerna Madre de Dios (30 procent) och Carabaya-provinsen (70 procent). 
Nationalparken är 1 091 416 hektar stor och inrättades i juli 1996 och utvidgades i september 2000. Den inrättades för att skydda regnskog, framför allt sällsynt dvärgväxt regnskog.